# Castrillo de la Valduerna (kommunhuvudort)
Castrillo de la Valduerna är en kommunhuvudort i Spanien.   Den ligger i provinsen Provincia de León och regionen Kastilien och Leon, i den nordvästra delen av landet, 290 km nordväst om huvudstaden Madrid. Castrillo de la Valduerna ligger 908 meter över havet och antalet invånare är 188.
Terrängen runt Castrillo de la Valduerna är platt åt nordost, men åt sydväst är den kuperad. Terrängen runt Castrillo de la Valduerna sluttar österut.Runt Castrillo de la Valduerna är det mycket glesbefolkat, med 7 invånare per kvadratkilometer. Närmaste större samhälle är Astorga, 16,3 km norr om Castrillo de la Valduerna. 